# Jason Vandelannoite
Jason Lee Vandelannoite (Roeselare, 6 novembre 1986) è un calciatore belga, difensore dell'Oostnieuwkerke.